# Harold Gulliksen
Harold Oliver Gulliksen (ur. 1903, zm. 1996) – amerykański psycholog i psychometra, profesor Uniwersytetu Princeton. W 1950 r. opracował tzw. klasyczną teorię testów psychologicznych (nazywaną też teorią wyniku prawdziwego, ang. theory of true and error scores), najstarszy i najbardziej rozpowszechniony model psychometryczny testu. 